# Увядающие лепестки
Увядающие лепестки (англ. Fading Petals) — британская драма 2022 года, написанная и срежиссированная Брэдли Чарльтоном, стала его дебютом в качестве режиссёра полнометражного фильма. В фильме снимались Мелани Ревилл и Шарлотта Риди. Сюжет разворачивается вокруг молодой женщины, которая приходит в дом больной пожилой женщины, чтобы оказать ей помощь. Несмотря на опасения, две женщины постепенно открываются друг другу. Однако их близость оказывается недолговечной, когда правда раскрывается и ситуация выходит из-под контроля.
Премьера фильма состоялась 9 марта 2022 года в кинотеатре Ultimate Picture Palace в Оксфорде. В тот же день фильм был выпущен на VOD.

## Сюжет
В фильме «Увядающие лепестки» молодая женщина (Шарлотта Риди) появляется в доме больной пожилой женщины (Мелани Ревилл), чтобы помочь ей. После первой враждебной встречи и несмотря на опасения, женщины постепенно открываются друг другу и между ними возникает неожиданная связь. Однако их близость недолговечна, когда произносятся резкие слова и всплывают забытые воспоминания. Ситуация выходит из-под контроля, поскольку пожилая женщина пытается смириться с отсутствием молодой женщины.

## В ролях
- Мелани Ревилл — пожилая женщина
- Шарлотта Риди — молодая девушка
- Том Меткалф — молодой человек
- Гэри Рэймонд — отец

## Производство
Фильм был снят в октябре 2020 года, во время пандемии COVID-19. Съёмки длились всего одиннадцать дней, общий бюджет производства составил менее 10 000 фунтов стерлингов, а съёмочная группа состояла всего из пяти человек. 

## Выпуск
Премьера фильма состоялась 9 марта 2022 года в кинотеатре Ultimate Picture Palace в Оксфорде. В тот же день фильм был выпущен на VOD.

## Критика
На сайте-агрегаторе рецензий Rotten Tomatoes фильм имеет рейтинг одобрения 80%. Фильм «Увядающие лепестки» получил высокую оценку за игру главных актёров, а Film Threat написал, что «когда Риди и Ревилл на экране вместе, фильм по-настоящему оживает», и присудил фильму 8/10 звёзд. Журнал UK Film Review заявил: «Атмосфера гнетущая, а драматические откровения, противостояния и мощная актёрская игра делают этот фильм достойным восхищения достижением», присудив фильму четыре звезды из пяти. В своём обзоре с оценкой 3 из 4 звёзд Ричард Пропес написал: «Увядающие лепестки — это независимая драма для взрослых, фильм с терпеливым темпом и последовательным, но далёким от монотонности тоном». Луиза Мур из Screen Zealots похвалила сценарий, заявив, что «в сценарии Чарльтона хорошо прописаны диалоги, и он затрагивает важные темы, такие как сожаление и требования, которые религия предъявляет к женщинам», и охарактеризовала фильм как «медленное, но вдумчивое произведение женского кино».